# سیارک ۱۰۶۵۴۵
سیارک ۱۰۶۵۴۵ (به انگلیسی: 106545 Colanduno، نامگذاری:2000WL68) صد و شش هزار و پانصد و چهل و پنجمین سیارک کشف شده‌است که در ۲۸ نوامبر ۲۰۰۰ کشف شد.